# Antikomutativita
Antikomutativita neboli antikomutativnost je jedna z možných vlastností algebraických operací. Operace je antikomutativní tehdy, pokud prohozením dvou jejích operandů získáme opačný prvek vzhledem k původnímu výsledku (výsledek „změní znaménko“).
Binární operace {\displaystyle \cdot } je tedy antikomutativní, pokud pro všechna {\displaystyle a} a {\displaystyle b} platí:
{\displaystyle a\cdot b=-(b\cdot a)}
Známým jednoduchým příkladem takové binární operace je vektorový součin. Antikomutativní operace je také nedílnou součástí všech Lieových algeber.